# Schloss Achenrain

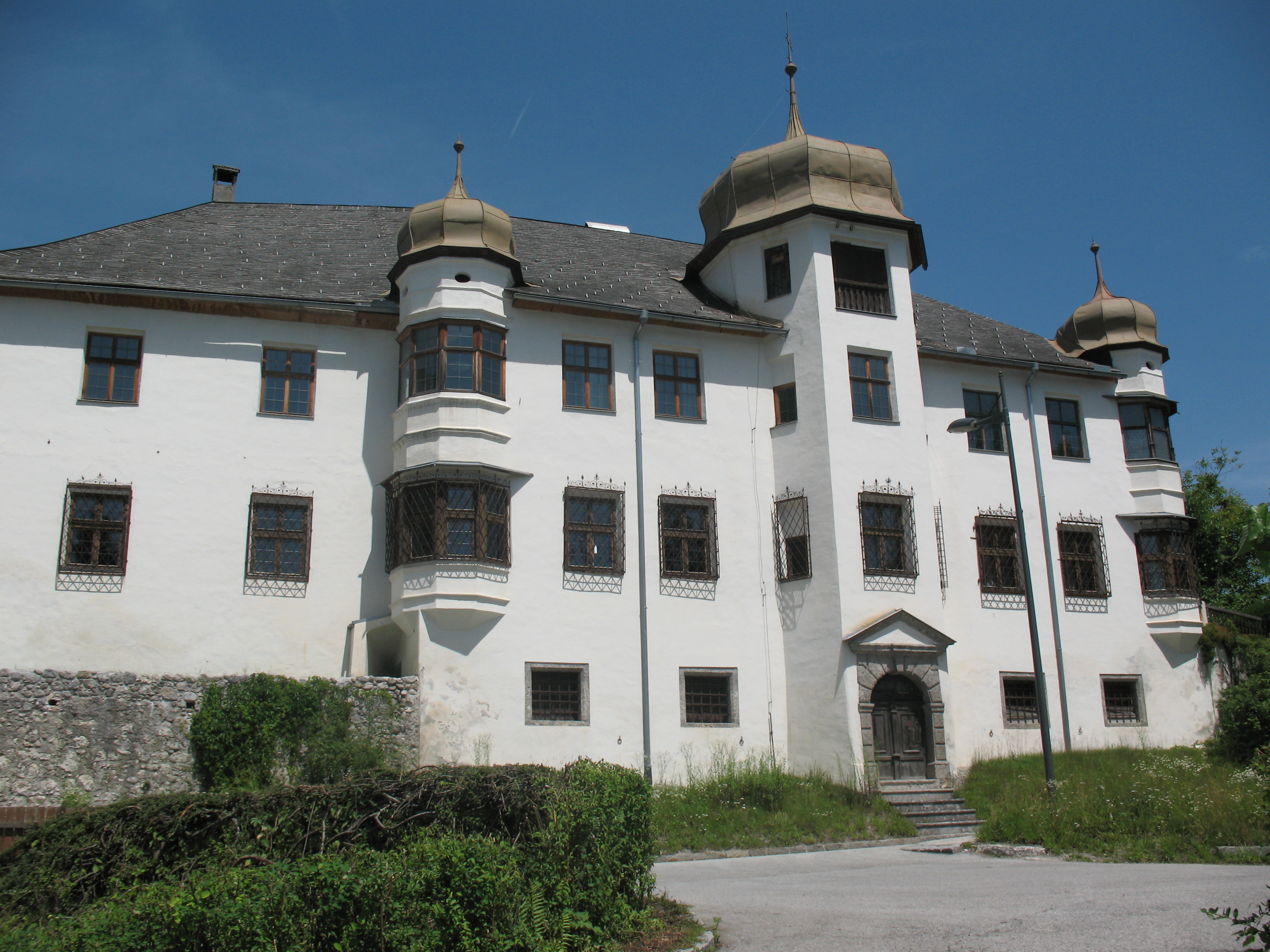
Schloss Achenrain (2012)

Schloss Achenrain steht im Ortsteil Mariathal in der Gemeinde Kramsach im Bezirk Kufstein in Tirol.
Der rechteckige barocke Bau wurde von 1655 bis 1658 vom Gründer der Messinghütte Karl Aschauer von Lichtenturn erbaut. Im 18. Jahrhundert wurde ein Ostflügel angebaut. Seit 1855 befindet sich Achenrain im Besitz der Grafen Taxis-Bordogna.
In der Mittelachse der Hauptfront springt ein Achteckturm mit einer Zwiebelhaube vor. An den Gebäudeecken befinden sich Erker, ebenfalls mit Zwiebelhauben. Das Portal besteht aus einem gequaderten Gewände und einem Dreieckgiebel. Im Schloss befindet sich eine Kapelle. Die Betstühle entstanden um 1660.
Im Speisezimmer ist eine mit C. A. 1658 bezeichnete Kassettendecke. Ein Wandbrunnen ist datiert 1659.